# Legionnaire (jeu vidéo)
Legionnaire est un jeu vidéo de type wargame développé par Chris Crawford et publié par Avalon Hill en 1982 sur Atari 8-bit, Commodore 64 et Apple II. Le jeu simule les campagnes de Jules César de manière plus ou moins réaliste. Le joueur commande les légions romaines et affronte les barbares dans des batailles en temps réel.

## Système de jeu
Legionnaire est un wargame qui simule des batailles entre les légions romaines de Jules César et des tribus de barbares. Le joueur commande les légions de César et affronte l’ordinateur, qui contrôle les barbares. Avant de débuter une partie, le joueur doit d'abord définir le nombre de légions romaines qui composent son armée. Pour cela, il choisit un nombre entre un et dix avec le joystick, avant d’appuyer sur le bouton de tir pour valider sa sélection. Chacune des dix légions possède des caractéristiques spécifiques. La légion de César est par exemple la plus puissante du jeu, celles de Crassus et Labienus correspondent à de la cavalerie et les autres à des légions d’infanterie, plus ou moins efficaces. Lorsqu’il génère son armée, le joueur se voit d’abord confier les légions les plus puissantes, à commencer par celle de César, de Crassus et de Labienus. L’efficacité de son armée diminue ainsi au fur et à mesure qu’elle s’agrandie. De leur côté, les barbares se voient systématiquement confier deux fois plus d’unités que les romains, dont la moitié d’infanterie et la moitié de cavalerie. Après avoir choisi le nombre de légions de son armée, le joueur peut sélectionner, toujours avec joystick, le type d’infanterie et de cavalerie qui compose l’armée barbare. Seize tribus différentes sont disponibles dans le jeu dont huit d’infanterie, comme les Éduens et les Helvètes, et huit de cavalerie, comme les Ausques et les Huns. Contrairement à l’armée romaine, l’armée barbare n’est composée que d’un type d’infanterie et d’un type de cavalerie. 
Après avoir définies les deux armées, le joueur peut lancer la partie en appuyant sur la touche « Start » de la console. Il peut alors visualiser la carte sur laquelle se déroule la bataille, qui reste la même d’une partie à l’autre et qui est  parsemée de forêts et de collines. Seule une portion de la carte est affichée à l’écran et le joueur doit la faire défiler pour en visualiser les autres parties. Pour cela, il utilise le joystick pour déplacer un curseur rectangulaire dans les quatre directions et, lorsque le curseur atteint un des bords de l’écran, celui-ci fait défiler la carte pour en afficher une autre portion. Sur la carte, les collines sont représentées par des contours de trois couleurs (vert, bleu et rose) qui indiquent la hauteur des zones qu’ils entourent. La carte est ainsi constituée de quatre niveaux d’élévation, celui du sol et trois niveaux de hauteur, qui ont un impact sur les déplacements des unités et les combats. Les forêts sont représentées par des arbres et correspondent à des cases infranchissables pour toutes les unités. Sur la carte, les légions romaines sont représentées en rose et les tribus barbares en bleu. La légion de César est représentée par un aigle, les unités de cavalerie par des têtes de chevaux et celles d’infanterie par des épées. La position initiale des armées sur la carte est déterminée de manière aléatoire. L’armée romaine forme un unique groupe compact alors que l’armée barbare est divisée en deux groupes, l’infanterie et la cavalerie, qui ne sont pas forcément ensemble. Une fois la partie lancée, le joueur peut visualiser les informations concernant une unité alliée ou ennemie en positionnant le curseur sur celle-ci puis en appuyant sur le bouton de tir. Le jeu indique alors le nom de l’unité et le nombre d’hommes qui la compose, qui diminue lorsque l’unité subit des pertes. Il indique également la puissance de l’unité, qui est égale au nombre d’hommes de celle-ci lorsque l’unité est reposé, mais qui diminue avec la fatigue causé par les déplacements ou les combats. Pour donner des ordres à une unité, le joueur positionne son curseur sur celle-ci, puis maintien appuyer le bouton de tir du joystick. Il peut alors lui donner jusqu’à huit instruction de déplacement et une flèche lui indique à l’écran le chemin que va prendre l’unité. Lorsqu’il lâche le bouton de tir, l’unité tente immédiatement de suivre ses instructions. De la même manière, il peut modifier les instructions données à une unité en appuyant sur la barre d'espace tout en maintenant appuyer le bouton de tir. Les déplacements des unités sont effectués en temps réel et prennent un certain temps en fonction de la vitesse de l’unité. Cette vitesse dépend d’abord des caractéristiques de l’unité. Les unités de cavalerie et la légion de César se déplacent par exemple plus rapidement que les unités d’infanterie. Elle dépend également du type de terrain traversé. La vitesse d’une unité qui gravi une colline va ainsi diminuer, alors qu’elle augmente lors que la dévale. Les déplacements fatiguent également les unités, qui deviennent alors moins efficace au combat si elles ne prennent pas le temps de se reposer. Lorsque deux unités ennemies se rencontrent, un son de deux épées qui s’entrechoquent signale au joueur qu’un combat débute, et l’unité attaqué clignote à l’écran. En combattant, les deux unités se fatiguent et subissent des pertes, qui dépendent de la puissance de chacune d’elles. Cette puissance dépend d’abord du nombre d’hommes qui composent l’unité et de leur état de fatigue. Elle est également affectée par le terrain, avec un bonus pour l’unité qui attaque ou défend depuis une position surélevée. L’unité qui attaque bénéficie en plus d’un bonus, qui augmente si l’unité attaqué est en train de se déplacer. Outre des pertes, une attaque dévastatrice peut causer la retraite de l’unité ennemie, qui fuit le combat et devient particulièrement vulnérable à une attaque par derrière.
L’objectif du joueur est avant tout d’éliminer toutes les unités ennemies avant qu’elles ne parviennent à éliminer Jules César. Une fois la partie terminé, que César soit ou non éliminer, un score est attribué au joueur en fonction des pertes subies par chaque camp afin de déterminer sa réussite.

## Développement
Chris Crawford programme la première version de Legionnaire en huit semaines sur un Commodore PET en mars 1979. Celui-ci ne rencontre qu’un succès très limité et il n’en vent pas plus d’une centaine de copies. Après avoir découvert le jeu, Rob Zdybel en programme une version simplifié sur Atari 800 qu’il fait publier par l’Atari Program Exchange sous le nom de Centurion. Après la sortie de Eastern Front en 1981, Chris Crawford envisage de portée le jeu sur Apple II et TRS-80 mais reste encore indécis sur ce qu’il souhaite en faire. En septembre 1981, lors d’une convention consacrée aux jeux de guerre, il rencontre le CEO d’Avalon Hill, Eric Dott. À cette occasion, il évoque son projet d’une nouvelle version de Legionnaire qu’il envisage de publier par l’intermédiaire de l’Atari Program Exchange. Eric Dott lui rappelle alors que son contrat avec Avalon Hill pour Tanktics leur réserve également les droits sur Legionnaire. Il lui fait également part de son souhait de voir le jeu adapté sur Apple II et Atari avec la technologie de carte à défilement qui a fait le succès de Eastern Front. Chris Crawford lui rétorque que ces deux requêtes sont incompatibles, compte tenu de l’impossibilité de faire fonctionner une carte à défilement sur Apple II aussi bien que sur Atari, et lorsqu’après cette rencontre, il recommence à travailler sur ce projet, il se concentre uniquement sur une adaptation sur l’Atari 800. Avant de se lancer dans la programmation de celle-ci, il prend le temps de réfléchir à ce qu’il souhaite accomplir en termes de conception avec cette nouvelle version. Sa première préoccupation est le problème que pose la combinaison d’une carte à défilement avec un jeu en temps réel. La majeure partie d’une telle carte n’apparait en effet pas à l’écran et une partie de l’action échappe donc à la vue du joueur. Pour résoudre ce problème, il envisage tout d’abord d’ajouter une vue globale de la carte, en plus de la vue localisée, afin de donner au joueur une vue d’ensemble de l’action. Il abandonne cependant l’idée car cette vue globale ne lui semble pas suffisamment détaillé pour permettre au joueur de visualiser toutes les informations importantes. Il réalise ensuite qu’avec un nombre limité d’unité, la majeure partie des batailles se dérouleront dans la zone de la carte affichée à l’écran . Pour régler ce problème, il décide donc de réduire le nombre d’unités disponible pour chaque camp afin de limiter le risque qu’elles ne soient trop éparpillées sur la carte. Il ajoute également des effets sonores afin de donner au joueur des informations sur les mouvements de troupes ou les combats qui se déroulent en dehors de son champ de vision. Enfin, il conçoit le système de combat du jeu de manière à encourager le joueur à garder ses unités groupées en réduisant l’efficacité des unités au fur et à mesure qu’elles se déplacent et en l’augmentant lorsqu’elles défendent une position en hauteur. Début octobre, plusieurs de ces choix en matière de conception sont déjà arrêter, comme l’idée de privilégier la jouabilité sur le réalisme, la prise en compte des perturbations et du relief lors des combats et la gestion des réserves. Il ne parvient cependant pas à lier tous ces éléments et, plutôt que de tergiverser trop longtemps, il décide d’arrêter momentanément de travailler sur ce projet. Il y revient en décembre, avec une idée plus clair de ce qu’il souhaite réaliser, puis commence à le programmer en janvier 1982. Fin février, il livre un premier prototype du jeu à Avalon Hill. Trois mois lui sont ensuite nécessaire pour finaliser la version Atari 8-bit du jeu dont il livre la version finale en juin 1982. Le jeu est plus tard porté sur Apple II et Commodore 64.

## Postérité
Legionnaire est généralement décrit comme un des premiers exemples de wargame tactique dont l’action se déroule en temps réel,. A ce titre, le journaliste  Richard Moss, du site Ars Technica, estime que s’il ne rencontre qu’un succès mitigé, son système de jeu préfigure un nouveau genre de jeu de stratégie, le jeu de tactique en temps réel, qui rencontre un premier succès avec le wargame The Ancient Art of War (1984) mais qui doit cependant attendre la fin des années 1990 avant d’être reconnu comme un genre à part entière.